# Sumporov(VI) oksid
Sumporov(VI) oksid (sumporov trioksid, SO3) jest oksid šestovalentnoga sumpora, a u prirodi se pojavljuje u svima trima agregacijskim stanjima, pri temperaturama nižim od 16,8 °C (tek nešto niže od sobne temperature) prelazi u duge higroskopne kristale i ima vrlo malen raspon temperature pri kojoj je tekućina. Kao plin u reakciji s vodom jedan je od glavnih uzročnika kiselih kiša.

## Dobivanje i proizvodnja
Može nastati i polaganom oksidacijom SO2 s kisikom iz zraka i uzrokovati smog i kisele kiše. S oksidima metala reagira energično uz stvaranje sulfata.
Sumpor trioksid ne može se dobiti izgaranjem sumpora na zraku ili u atmosferi kisika, jer znatna količina topline koja se oslobađa pri izgaranju sumpora u sumporov dioksid sprječava stvaranje sumporov trioksida, koji se kao egzotermni spoj raspada kod viših temperatura u sumpor dioksid i kisik. Spajanje sumporov dioksida i kisika uspijeva samo kod temperatura koje nisu previsoke (400 C°- ...).

Sumporov trioksid s prisutnom vlagom u zraku daje bijelu maglu sumporne kiseline.
U industriji se taj oksid proizvodi u velikim količinama za dobivanje sumporne kiseline (čiji je on anhidrid; inače je međuproizvod pri proizvodnji sumporne kiseline) katalitičkom oksidacijom sumporova(IV) oksida:
H2SO4 → SO3 + H2O
SO3 (g) + H2O (l) → H2SO4(aq) (-88 kJ mol-1)
Reakcija je brza i egzotermna (čak i preko 340 °C) jer je SO3 higroskopan, a s vodom reagira burno.
Sumpor trioksid se može pripremiti u laboratoriju u dvije faze pirolize natrijevog bisulfata:
Dehidracija, na 315 °C:
2 NaHSO4 → Na2S2O7 + H2O
Pucanje na 460 °C:
Na2S2O7 → Na2SO4 + SO3
SO3 se ispušta sam od sebe, zagrijavanjem koncentrirane sumporne kiseline s fosforovim pentoksidom, natrijevim hidrogensulfatom ili pak željezovim(III) sulfatom (kao sredstvima za oduzimanje vode).